# جمانة حنا
جومانا مايكل أو ميخائيل حنا (بالعربية: جُمانة ميخائيل حنّا) ولدت عام 1962.

## حياتها
هي امرأة عراقية من أصول آشورية تم سجنها في المنشأة المعروفة باسم الكلاب الصيبة، أو الكلاب السائبة، خلال حكم صدام حسين.
بعد سقوط نظام صدام حسين، زارت جمانة حنا سجن الكلب الصيبة في العراق برفقة مراسل غربي، مما أدى إلى نشر خبر على الصفحة الأولى في الواشنطن بوست روى فيه قصصًا عن الفظائع التي زُعم أنها عانت منها.
وأثناء الزيارة، أخبرت المراسلين أنها سُجنت وتعرضت للتعذيب في المنشأة، وأن زوجها قُتل في سجن قريب. ذكر بول وولفويتز قصة واشنطن بوست لاحقًا أثناء إدلائه بشهادته أمام لجنة العلاقات الخارجية بمجلس الشيوخ الأمريكي. أعادت السلطات الأمريكية توطين هانا في شمال كاليفورنيا لحمايتها من الأعمال الانتقامية المحتملة.

## أبحاث سارة سولوفيتش
أصبحت سارة سولوفيتش، الصحفية المقيمة في كاليفورنيا، مهتمة بالقصة والتقت حنا في سلسلة من المقابلات، حيث كانت تنوي تأليف كتاب عن حياتها. لكن بعد لقائهما الأول، بدأت سولوفيتش تشعر بأن العديد من قصص حنا كانت «سخيفة» وبالكاد كانت أي تفاصيل عن روايتها صحيحة. زوجها، الذي يُزعم أنه أعدم في سجن عراقي، كان في الواقع على قيد الحياة. كشفت أبحاث سولوفيتش في النهاية أن كل تفاصيل القصة تقريبًا كانت ملفقة.
في يوليو 2003، أكدت لسلطة التحالف المؤقتة أنها تعرضت للتعذيب أثناء وجودها في السجن بسبب معتقداتها الدينية. الأدلة التي قدمتها أدت في النهاية إلى اعتقال تسعة ضباط عراقيين. وأطلق سراح الضباط العراقيين التسعة الذين اعتقلوا بناء على شهادتها في وقت لاحق عندما أصبح من الواضح أن القليل من حكاية السيدة حنا يمكن التحقق منها.

## روابط خارجية
- جومانا حنا وسارة سولوفيتش